# Batsjo Kirogrot
De Batsjo Kirogrot (Bulgaars: Бачо Киро пещера), vernoemd naar de Bulgaarse leraar en revolutionair Batsjo Kiro (Kiro Petrov Zanev), is een grot die 5 km ten westen ligt van Drjanovo.
De eerste toeristen bezochten de grot in 1938, in 1940 kreeg de grot haar huidige naam.
De grot is een labyrint van gangen en kamers op vier niveaus en heeft een totale lengte van 3600 meter. Zo'n 700 meter daarvan is toegankelijk gemaakt voor toeristen.

## Menselijke resten
De vindplaats heeft de oudste menselijke resten opgeleverd die ooit in Bulgarije zijn gevonden. Bij een van de vroegst bekende Aurignacien-begrafenissen (laag 11) werden twee doorboorde dierentanden gevonden en gerangschikt in de aparte Batsjokiraanse artefactenassemblage. C14-datering van meer dan 43.000 BP maakt deze de momenteel oudste bekende sieraden in Europa. Met een geschatte leeftijd van 46.000 BP bestaan de menselijke fossielen uit een paar gefragmenteerde kaken en tenminste één kies. Of deze van vroege moderne mensen of neanderthalers waren werd betwist, totdat morfologische analyse van een tand en mitochondriaal DNA van botfragmenten vaststelde dat de resten van Homo sapiens waren. In de monsters F6-620 en AA7-738 werd mitochondriale haplogroep M geïdentificeerd, in de monsters WW7-240 en CC7-335 werd mitochondriale haplogroep N bepaald, in monster CC7-2289 werd mitochondriale haplogroep R geïdentificeerd en in monster BK-1653 werd mitochondriale haplogroep U8 geïdentificeerd. 
Drie individuen uit het Initieel laatpaleolithicum (Initial Upper Palaeolithic, IUP, circa 44.000 tot 40.000 BP) uit de Batsjo Kirogrot bleken allemaal een relatief hoog percentage neanderthaler-afkomst te hebben. Hun genoom suggereert dat alle drie de individuen een recente neanderthaler-voorouder hadden, mogelijk zes of zeven generaties terug.
Het wordt aangenomen dat populaties verwant aan de populatie uit het initieel laatpaleolithicum in de Batsjo Kirogrot gerelateerd was aan de voorouders van latere Oost-Euraziatische populaties, en aan enkele vroege Europeanen, zoals het circa 35.000 jaar oude individu uit de Goyetgrotten in België, bekend als GoyetQ116-1. Populaties verwant aan deze vroegere individuen leverden echter geen aantoonbare bijdrage aan de afkomst van moderne populaties.
In 2022 bepaalde een onderzoek dat de IUP-gelieerde Batsjo Kiro-resten (>45.000 jaar) deel uitmaakten van een eerste golf van een bevolking met uniforme genetische kenmerken en materiële cultuur (oude Oost-Euraziaten), en een diepe voorouder deelde met andere vroege exemplaren zoals de Oest-Isjim-man en de Tianyuanmens. De Batsjo Kiro-populatie was ook nauw verwant aan de Peștera cu Oase-mensen, beide geassocieerd met de IUP-materiële cultuur in Europa. Ze werden geabsorbeerd door een latere migratiegolf uit het laatpaleolithicum geassocieerd met oude West-Euraziaten (vertegenwoordigd door de overblijfselen van GoyetQ116-1 en Kostenki-14). De IUP-gelieerde populaties droegen echter enige voorouders bij aan latere Europeanen uit het laatpaleolithicum geassocieerd met het Aurignacien, en minder aan die van het Gravettien. Ongeveer 19% van de voorouders van het GoyetQ116-1-individu was afkomstig van een Batsjo Kiro IUP-achtige bron, terwijl tot 39% van de voorouders van de Tianyuan-man afkomstig was van een IUP-gelieerde bron die in de verte verwant was aan de Batsjo Kiro IUP, wat de ongebruikelijke verwantschap tussen GoyetQ116-1 en Tianyuan verklaart. 
Latere individuen uit de Batsjo Kirogrot, zoals de circa 35.000 jaar oude BK1653, waren daarentegen nauwer verwant aan de moderne Europese bevolking dan aan Oost-Aziaten.

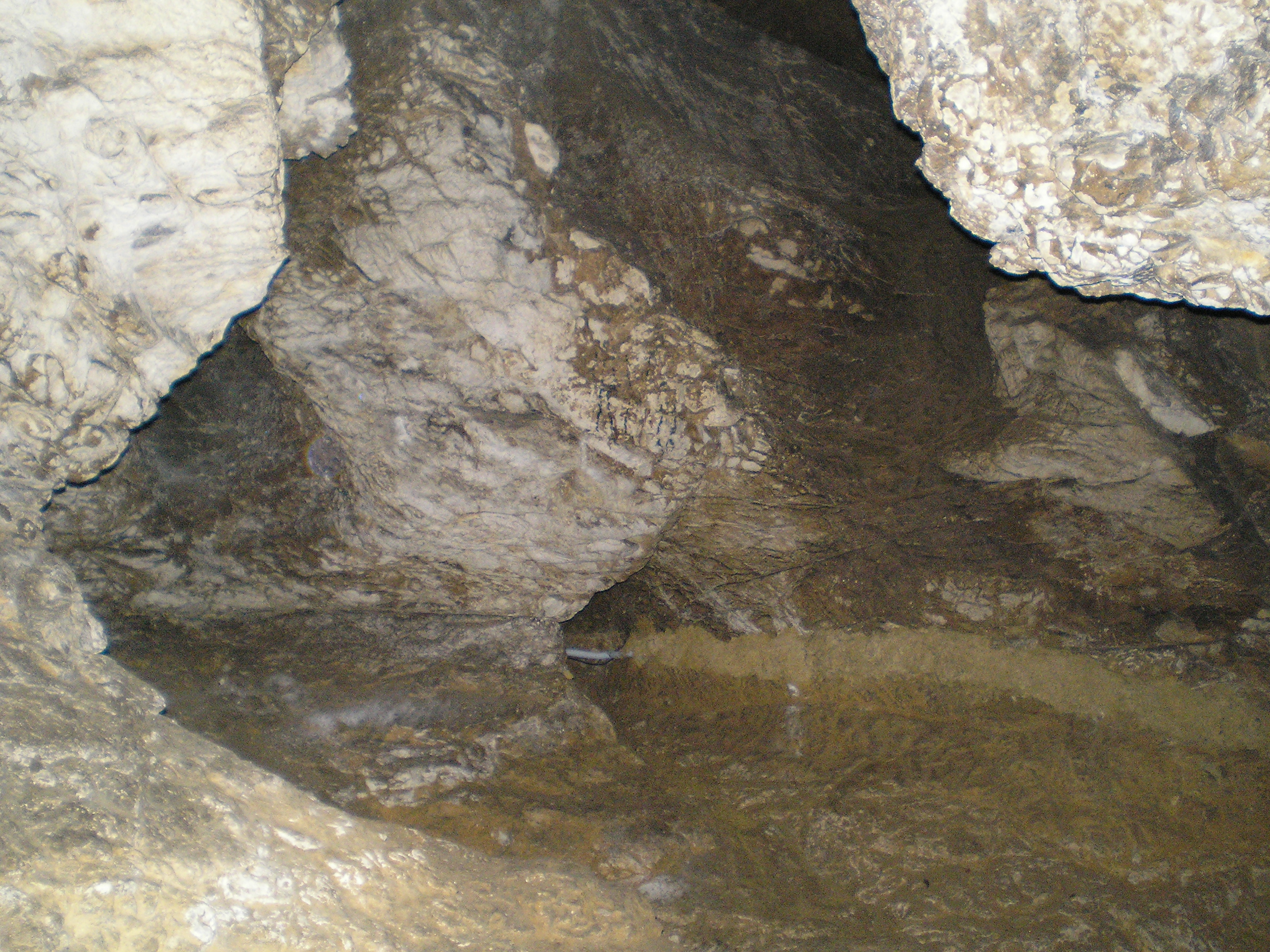
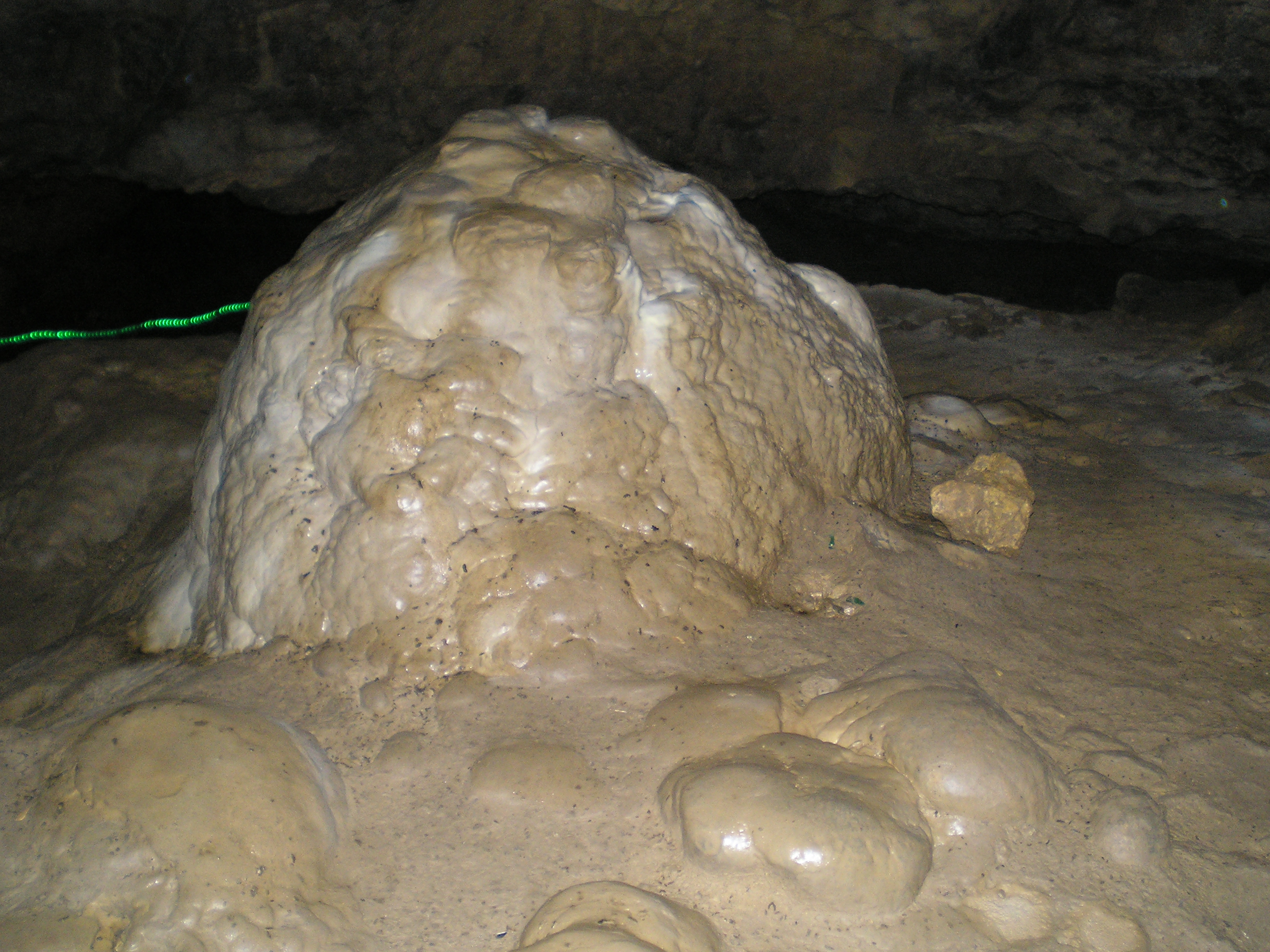
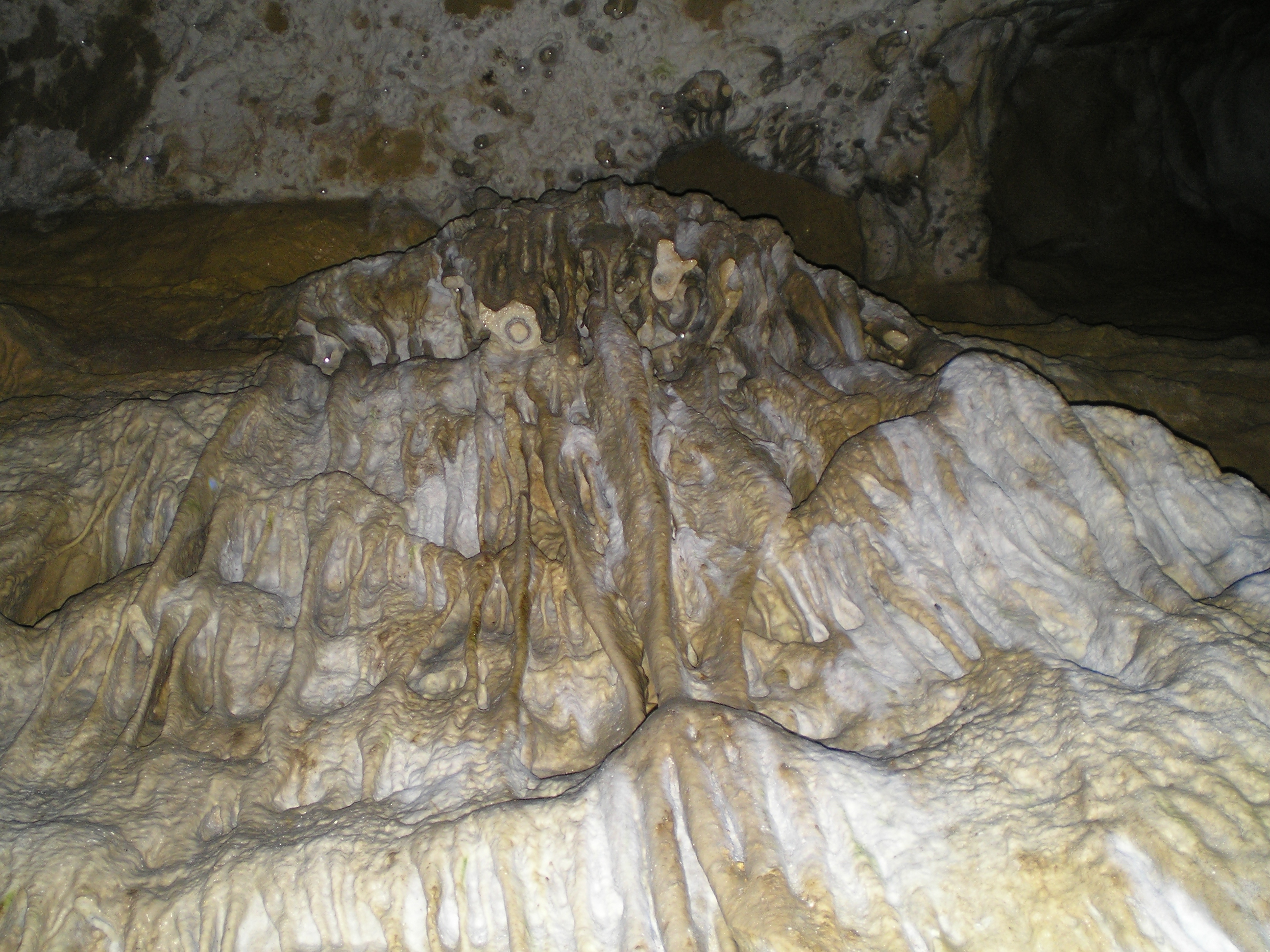
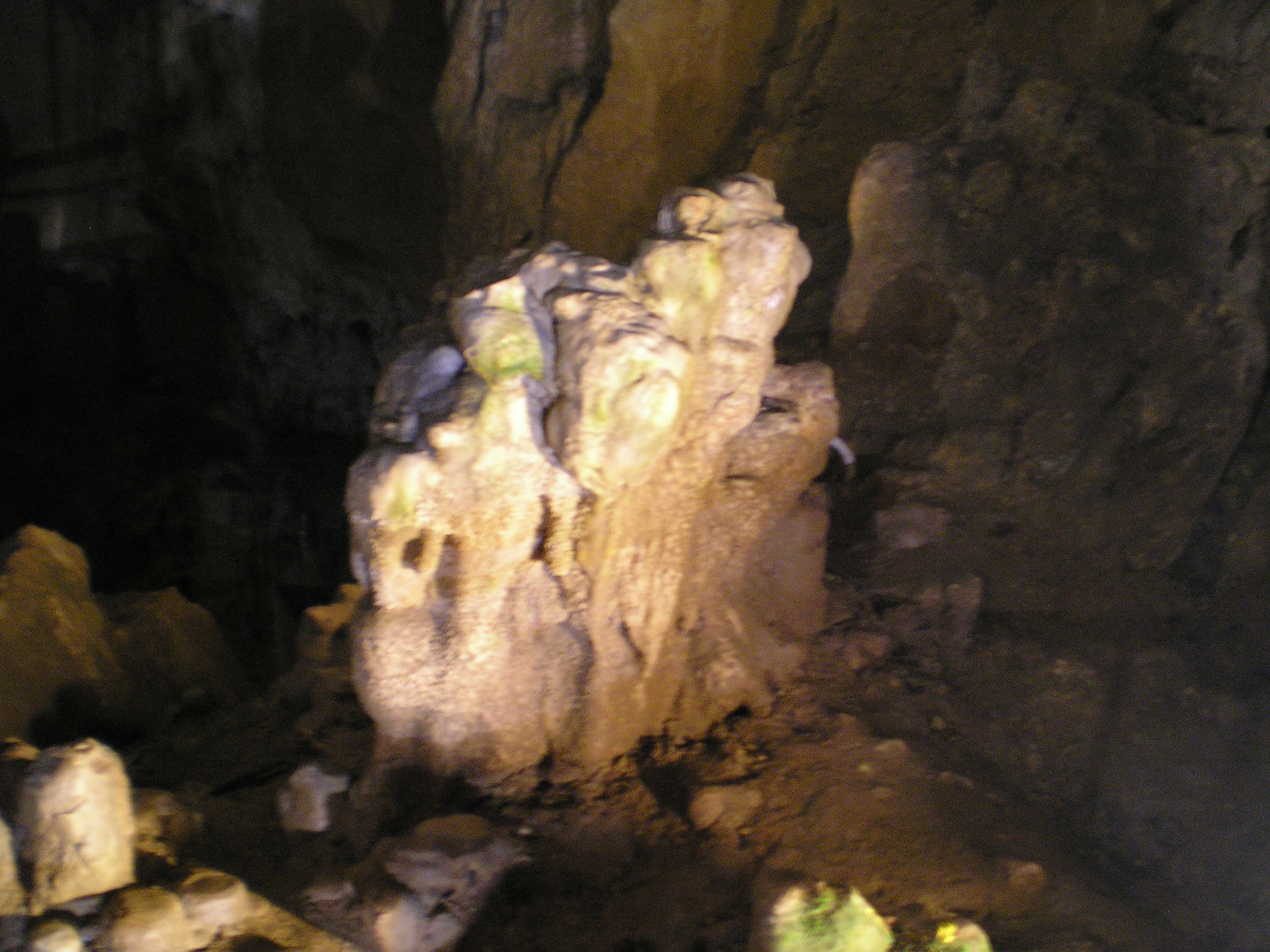

- Nationale Bibliotheek van Israël: 987007284654705171
- Virtual International Authority File: 315526443